# Chiesa di San Bartolomeo (Villadossola)
La chiesa di San Bartolomeo è un edificio di culto cattolico a Villadossola, in provincia del Verbano-Cusio-Ossola e diocesi di Novara; fa parte dell'unità pastorale di Villadossola.
L'edificio, risalente alla fine del X secolo, con il suo campanile, costituisce secondo la Guida rossa del Touring "il miglior esempio di architettura romanica dell'Ossola". L'edificio si colloca appena fuori dal centro abitato, percorrendo la strada che porta a Domodossola, sulla sinistra, nei pressi del ponte che attraversa il torrente Ovesca. 

## Storia e struttura architettonica
L'edificazione della chiesa avvenne presumibilmente verso la fine del X secolo, mentre l'alto campanile, che mostra una maggiore cura nella lavorazione e nell'assemblaggio dei conci in pietra e una maggior raffinatezza dell'ornato, deve essere datato almeno a qualche decennio più tardi. Stante la sapiente tecnica costruttiva che si osserva in tutte le parti antiche dell'edificio, si può supporre che la sua realizzazione abbia visto impegnati quei Maestri comacini che improntarono con la loro opera la cifra stilistica del romanico lombardo.
La prima testimonianza storica della chiesa è contenuta in un documento del 1289, ove risulta dedicata ai santi Fabiano e Sebastiano, santi invocati come protettori contro le pestilenze degli uomini e degli animali. Solo dalla metà del XIV secolo essa risulta essere dedicata a san Bartolomeo (che è il santo patrono della città di Villadossola).
Nacque come chiesa a navata unica terminante con un'abside semicircolare, con la canonica orientazione dell'abside ad est e della facciata ad ovest; ha poi subito nel tempo numerose variazioni per rispondere alle nuove esigenze liturgiche.
Nel corso del Cinquecento essa venne ampliata con l'abbattimento dei muri perimetrali e fu trasformata in chiesa a tre navate. L'antica navata unica – ora navata centrale - fu allungata di 4,50 metri (come chiaramente si evince osservando la planimetria della chiesa); su di essa fu realizzata una copertura con volte a botte. Venne poi costruita la sacrestia e ricavata una porta laterale sulla parete meridionale in prossimità della facciata (porta che vediamo oggi sormontata da portichetto con due colonnine)
Le parti meglio conservate dell'antica costruzione sono dunque la parete di chiusura della chiesa con l'abside semicircolare (alterata nel XVI secolo dall'apertura di due ampie finestre) ed il bellissimo campanile.
Si tratta delle parti che consentono ancor oggi di apprezzare l'abilità tecnica degli antichi maestri costruttori nell'utilizzo della pietra locale e nella realizzazione, sempre in pietra, dei motivi decorativi. Nel dettaglio, anche per i muri esterni è stata utilizzata la beola, la pietra locale, in blocchi disposti regolarmente, decorati da lesene, finissime semicolonne e degli archetti pensili disposti in fila. 
L'abside è ripartita in tre campiture mediante lesene realizzate con lastre di pietra; una serie di archetti pensili (cinque per ogni campitura) corre tutt'intorno all'abside al di sotto della sua copertura. L'alzata sopra l'abside riprende gli stessi motivi decorativi, con semicolonnine che dividono la superficie della parete in cinque specchiature e con archetti digradanti che corrono lungo la sommità della parete. Nella specchiatura centrale è posta una finestrella cruciforme.
La chiesa è riconoscibile a distanza per la presenza del campanile con una altezza di 34 metri (misurata alla sommità della croce in cima alla cuspide). Esso s'innalza su un massiccio basamento e si va leggermente rastremando verso l'alto, nei suoi sette piani, con monofore più in basso e con i piani superiori alleggeriti dalla presenza di bifore e trifore. L'apparato decorativo mostra, nei diversi piani, specchiature delimitate da cornici marcapiano, foggiate a denti di sega, e dai consueti archetti pensili.
Una curiosa particolarità è data dalla lastra di pietra, proveniente dalla primitiva costruzione, che occupa la lunetta della porta in facciata: su di essa sono incisi una croce e misteriosi grafismi a zig-zag.
Altri petroglifi sono presenti sulle pareti della chiesa in particolare nelle mensoline sulle quali si appoggiano gli archetti pensili. La presenza di queste incisioni fanno dedurre la possibilità di un possibile insediamento preistorici ai tempi antichi; si suppone infatti che la chiesa sia stata edificata su un antico luogo di culto pagano.  Vi sono inoltre, in alcune parti del rosone e dei muri esterni, altre formelle con incisioni particolari, ognuna riconducibile a tre tipi di decorazione: a forma di albero ramificato, a forma di semicerchio con simboli solari all'interno e infine, a forma di croce di Sant'Andrea, con due linee orizzontale nella parte inferiore. 

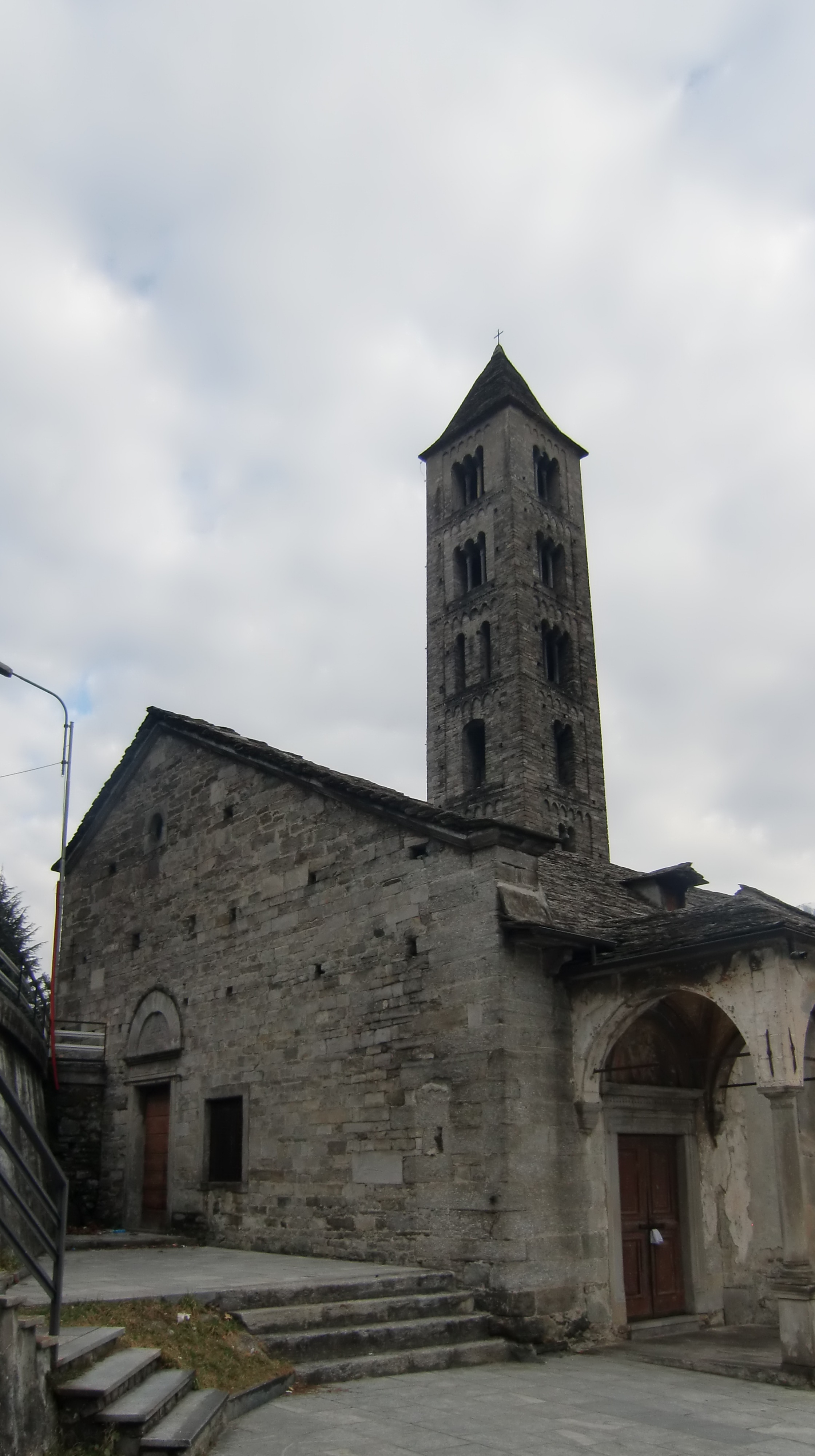
Facciata ed entrata laterale della chiesa
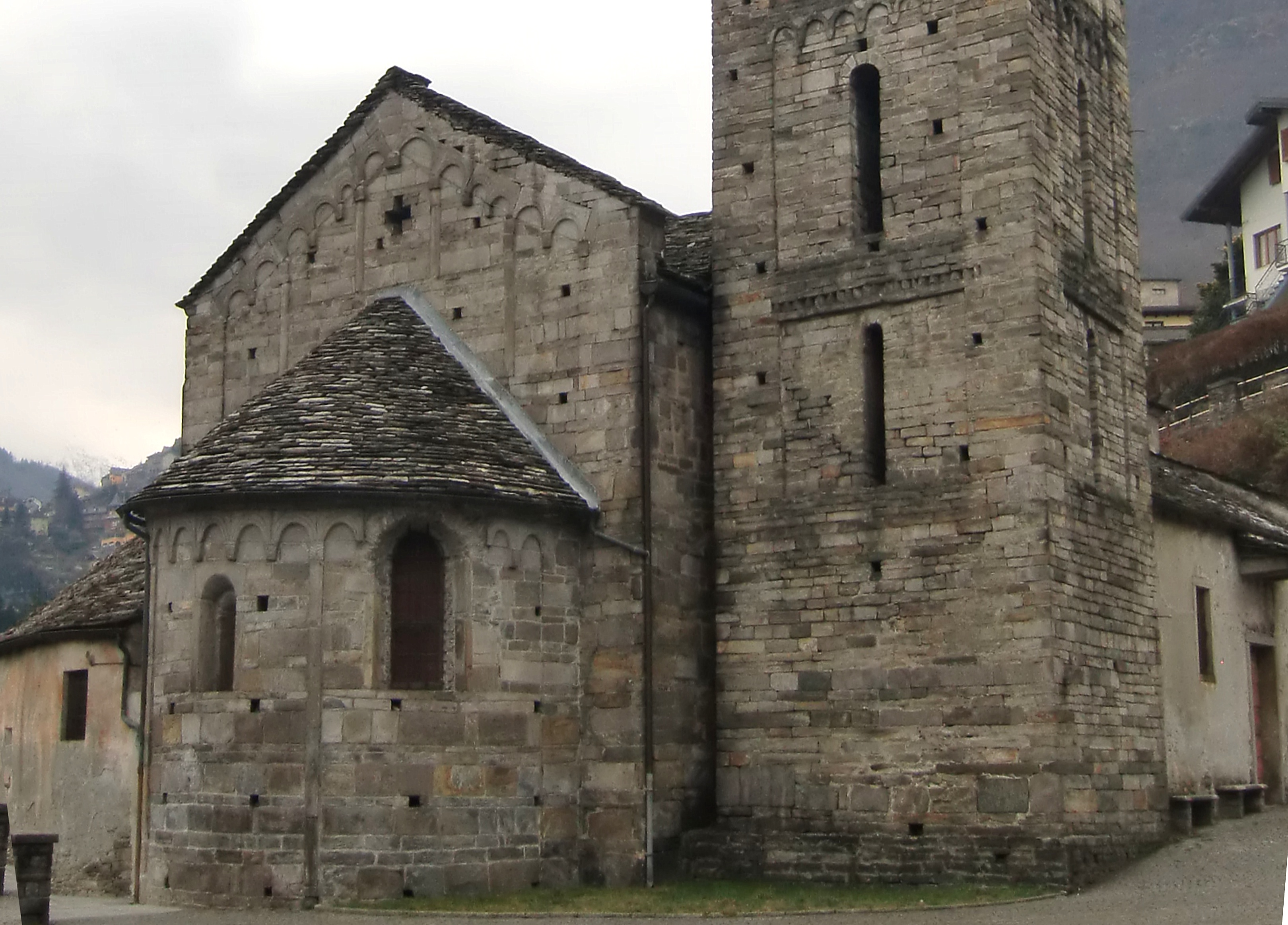
Abside e base del campanile
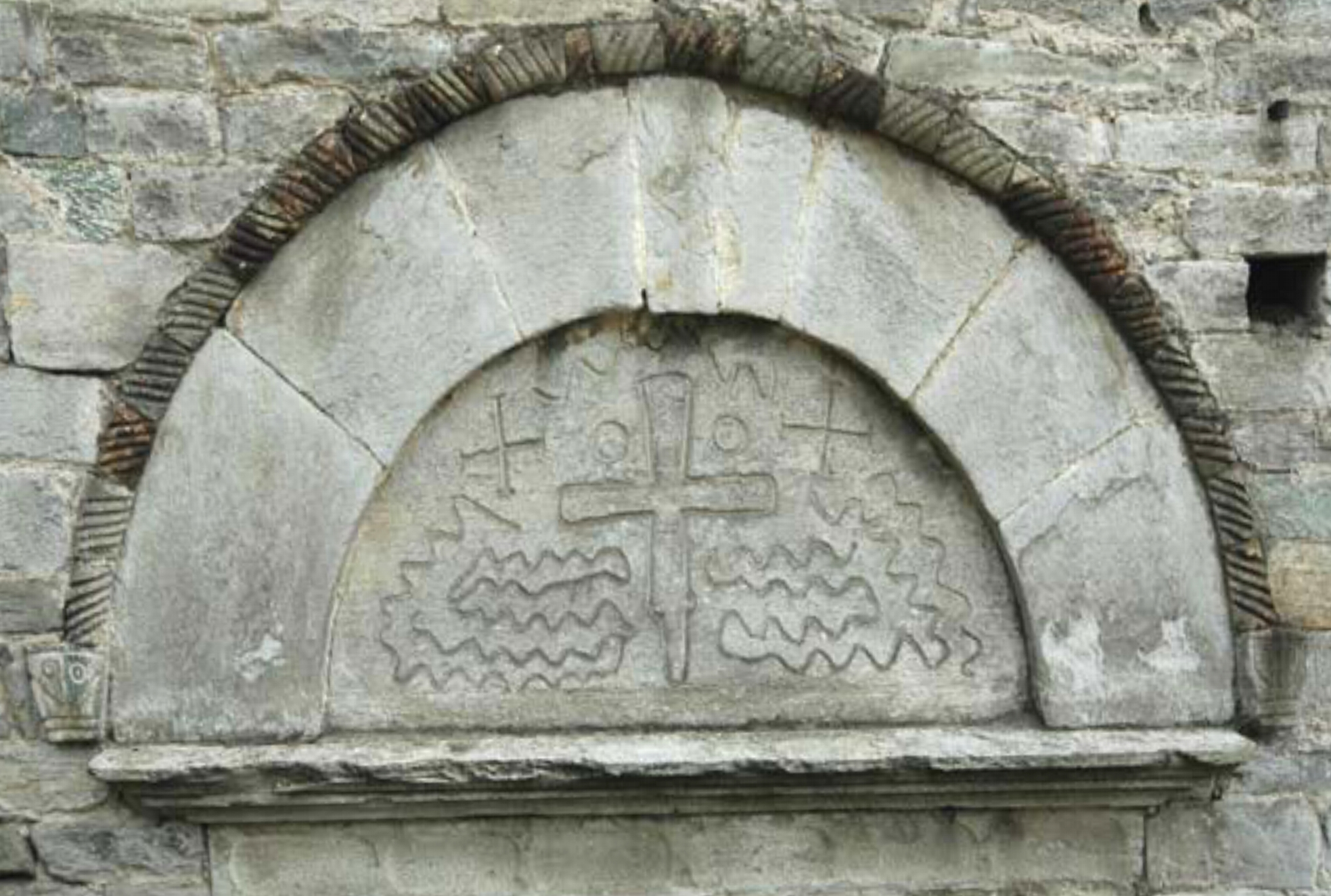
Petroglifo nella lunetta sulla porta in facciata

## Interno
All'interno della chiesa è conservata una grande ancona lignea posta che funge da dossale dell'altare maggiore: si tratta di un'opera, datata 1596, dovuta ad Andrea Merzagora da Craveggia, rappresentante della nota bottega vigezzina che operò con successo anche in area milanese. L'ancona raffigura, intorno al pannello centrale della Crocefissione, la Vita di san Bartolomeo raccontata in cinque altorilievi. Quest'opera purtroppo venne trafugata nel 1979, ed oggi essa è stata sostituita quindi con l'opera di Eugenio Bonelli, donata alla chiesa e la cui realizzazione è stata possibile grazie al materiale fotografico esistente.
Sulle pareti dell'abside sono visibili alcuni frammenti di affreschi quattrocenteschi.